# Gan tiền bò
Gan tiền bò (tên khoa học: Gaultheria prostrata) là một loài thực vật có hoa trong họ Thạch nam. Loài này được William Wright Smith mô tả khoa học đầu tiên năm 1920.
Tại Việt Nam được ghi nhận có ở khu vực Đà Lạt.
Tại Trung Quốc, ghi nhận có ở khu vực đồng cỏ ẩm ướt thoáng đãng hoặc khu vực tảng đá mòn (đá lớn) ở cao độ khoảng 4.600 m tại Cống Sơn, Vân Nam..